# Серф Сити (Северна Каролина)
Серф Сити (енгл. Surf City) град је у америчкој савезној држави Северна Каролина.

## Демографија
По попису из 2010. године број становника је 1.853, што је 460 (33,0%) становника више него 2000. године.
| Група             | 2000.         | 2010.         |
| Белци             | 1.353 (97,1%) | 1.736 (93,7%) |
| Афроамериканци    | 6 (0,4%)      | 17 (0,9%)     |
| Азијати           | 10 (0,7%)     | 22 (1,2%)     |
| Хиспаноамериканци | 14 (1,0%)     | 58 (3,1%)     |
| Укупно            | 1.393         | 1.853         |